# Percis matsuii
Percis matsuii és una espècie de peix pertanyent a la família dels agònids.

## Descripció
- Fa 15 cm de llargària màxima.[2][3]

## Hàbitat
És un peix marí i batidemersal que viu entre 200 i 500 m de fondària.

## Distribució geogràfica
Es troba al Pacífic nord-occidental: el sud del Japó.

## Observacions
És inofensiu per als humans.